# Liste von Persönlichkeiten aus Zuoz
Diese Liste enthält in Zuoz geborene Persönlichkeiten und solche, die in Zuoz ihren Wirkungskreis hatten, ohne dort geboren zu sein. Die Liste erhebt keinen Anspruch auf Vollständigkeit.

## Persönlichkeiten
(Sortierung nach Geburtsjahr)

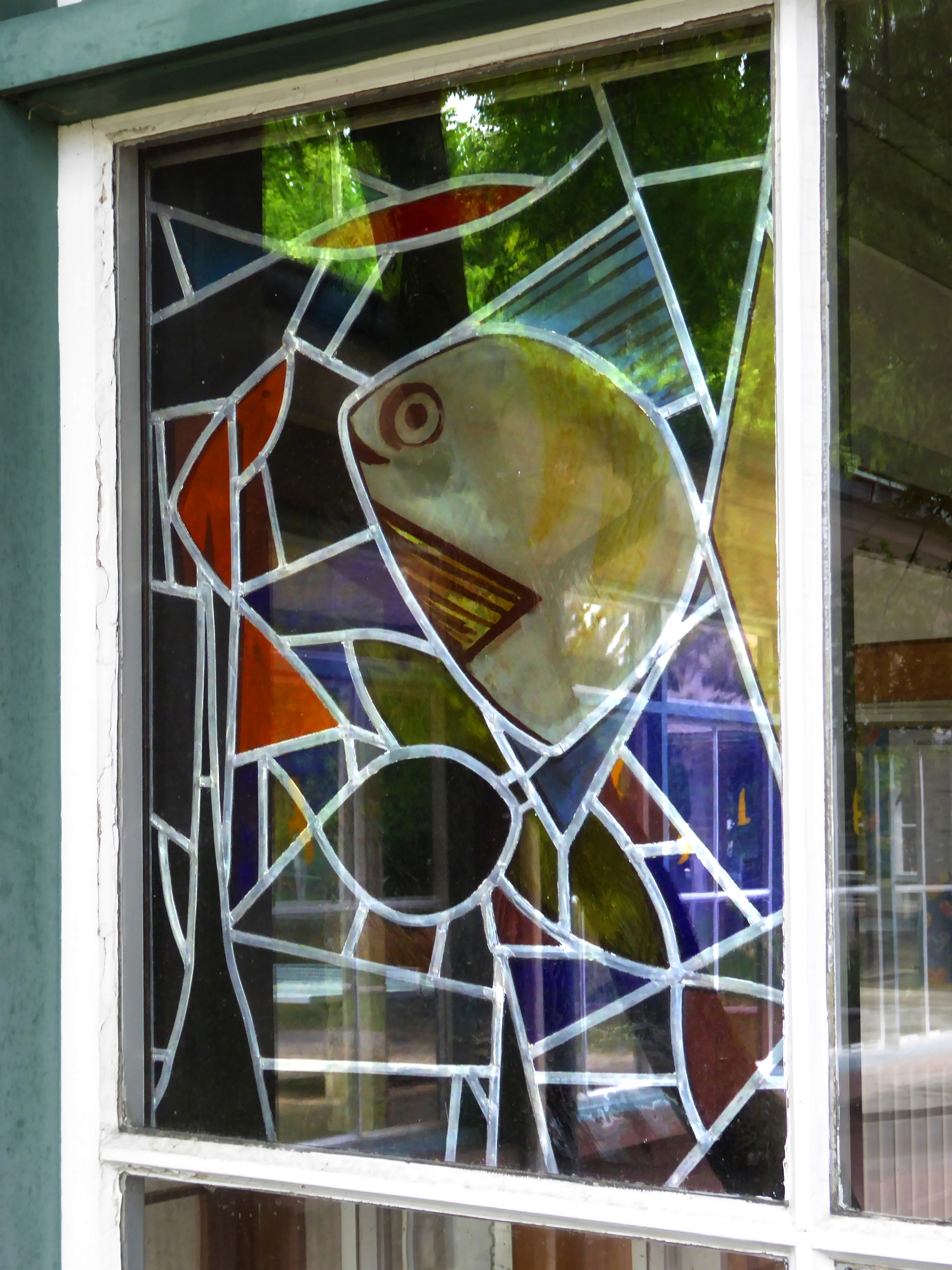
Gian Casty: Fische 1951. Schulhaus Neubad (Süd), Basel.

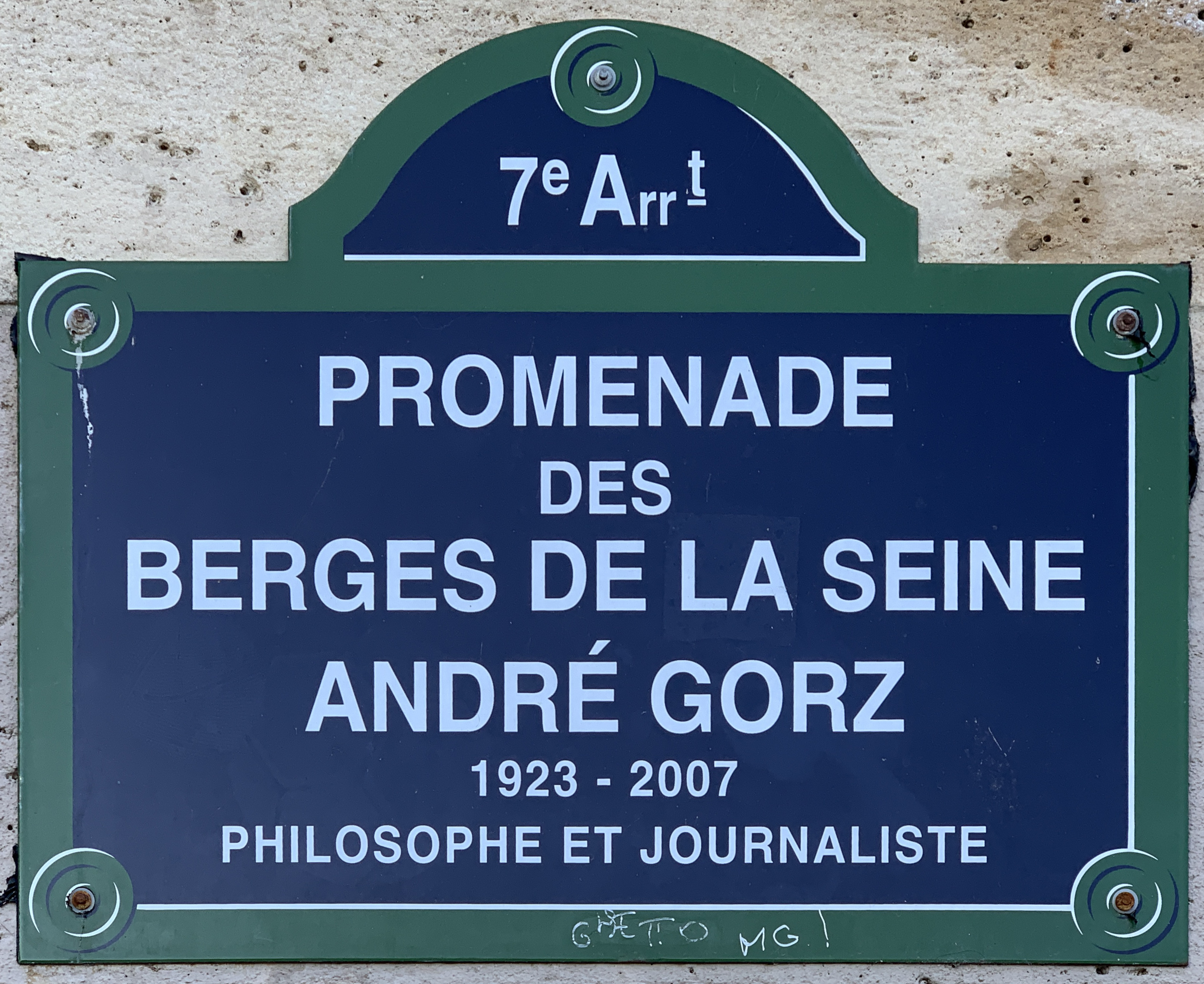
Schild der Promenade an den Ufern der Seine – André Gorz, Paris.

- Johann Travers (1483–1563), Jurist und Bündner Landeshauptmann, Heerführer, Wegbereiter und Mitbegründer der rätoromanischen Sprache im Oberengadin
- Thomas Planta (1502 oder 1520 – 1565), Bischof von Chur 1550–1565
- Ulrich Campell (1510–1582), Reformator, Chronist und Kirchenlieddichter, 1554–1556 evangelisch-reformierter Pfarrer in Zuoz
- Peter Rascher (1549–1601), Bischof von Chur 1581–1601
- Jan Peider Danz (um 1575–1620), geboren und aufgewachsen in Zuoz, reformierter Pfarrer in Celerina und Teglio, Opfer des Veltliner Mordes
- Giörin Wietzel (1595–1670), Landammann des Oberengadins, Politiker und Chronist
- Lurainz Wietzel (1627–1670), Jurist und Übersetzer des Genfer Psalters und pietistischer
- Erbauungsliteratur ins Ladinische
- Petrus Domenicus Rosius à Porta (1734–1806), 1803–1806 reformierter Pfarrer in Zuoz und Kirchenhistoriker

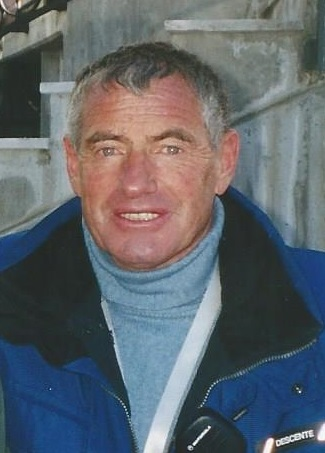
Werner Camichel

- Jakob von Albertini (1793–1848), Politiker
- Silvia Andrea (1840–1935), Schriftstellerin und Übersetzerin
- Artur Caflisch (1893–1971), Dichter, Schriftsteller, Übersetzer und Nonkonformist
- Gerhart Sieveking (1901–1945), Pädagoge, Literaturforscher und Übersetzer
- Gian Casty (1914–1979), Maler, Illustrator und Glasmaler
- André Gorz (1923–2007), Philosoph und Publizist, 1939–1941 Student in Zuoz
- Hanno Helbling (1930–2005), Schweizer Schriftsteller, Übersetzer und Feuilletonredaktor
- Werner Camichel (1945–2006), 1972 Olympiasieger im 4er-Bob in Sapporo sowie Weltmeister 1973 und 1975